# Petrolio
Il petrolio (dal termine tardo latino petroleum, composto da petra "roccia", e oleum "olio", cioè "olio di roccia") è una miscela liquida di vari idrocarburi, in prevalenza alcani, che si trova in giacimenti negli strati superiori della crosta terrestre, ed è una fonte primaria energetica della modernità.
Chiamato anche oro nero, è un liquido viscoso, infiammabile, di colore che può variare dal nero, che è il più frequente, al verde scuro. È detto greggio, oppure grezzo, il petrolio che viene estratto dai giacimenti, prima di subire qualsiasi trattamento per trasformarlo in prodotto lavorato.
La parola greca νάφθας, náphthas, o νάφθα, náphtha, fu utilizzata inizialmente per indicare il fiammeggiare tipico delle emanazioni petrolifere.

## Storia
I popoli dell'antichità conoscevano i giacimenti di petrolio superficiali, e li utilizzavano per produrre medicinali (con funzioni lenitive e lassative) e bitume o per alimentare le lampade.
Non mancarono anche gli usi bellici del petrolio. Già nell'Iliade, Omero narra di un "fuoco perenne" lanciato contro le navi greche. Il "fuoco greco" dei bizantini era un'arma preparata con petrolio, una miscela di olio, zolfo, resina e salnitro, che non poteva essere spenta dall'acqua; questa miscela era cosparsa sulle frecce o lanciata verso le navi nemiche per incendiarle.
Il petrolio era conosciuto anche nell'antico Medio Oriente. Marco Polo, nel Milione, parla del petrolio con le seguenti parole:
(Marco Polo, Il Milione)
Il petrolio venne introdotto in Occidente soprattutto come medicinale, in seguito all'espansionismo arabo. Le sue doti terapeutiche si diffusero con grande rapidità e alcune fonti d'olio a cielo aperto, come l'antica Blufi (santuario della "Madonna dell'olio") e Petralia in Sicilia, divennero noti centri termali dell'antichità.
Nonostante la coniazione del termine "petrolio" sia spesso attribuita al mineralogista tedesco Georg Bauer (1494-1555), che lo adottò nel suo trattato De Natura Fossilium del 1546, ci sono evidenze che sia stato coniato cinque secoli prima dal filosofo e scienziato persiano Avicenna.
In Birmania nella zona dello Yenangyaung il petrolio trasuda in superficie e resoconti scritti ne certificano il suo sfruttamento e commercio a livelli industriali almeno dal 1700, quando rappresentava la fonte primaria di entrate della dinastia Konbaung, nel 1885 gli inglesi invasero il Paese e lo sfruttamento passò alla Burma-Shell.

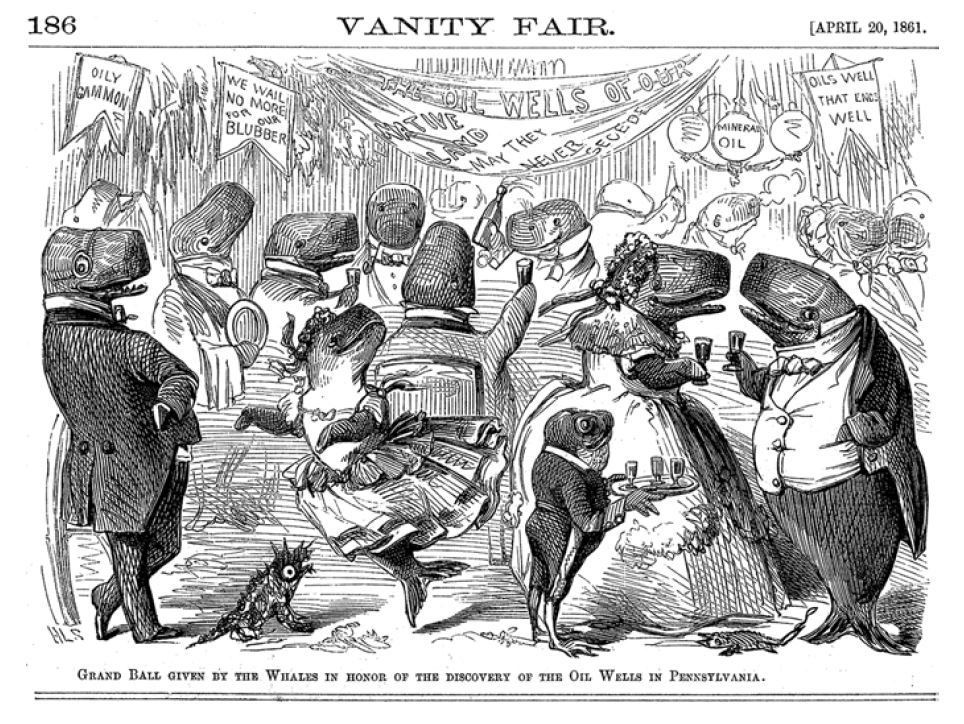
Vignetta pubblicata su Vanity Fair nel 1861 mostrante capodogli che festeggiano l'avvento dei pozzi petroliferi, la cui produzione blocca la loro caccia per ottenere la carne blubber da cui produrre l'olio di balena, sostituito dal petrolio

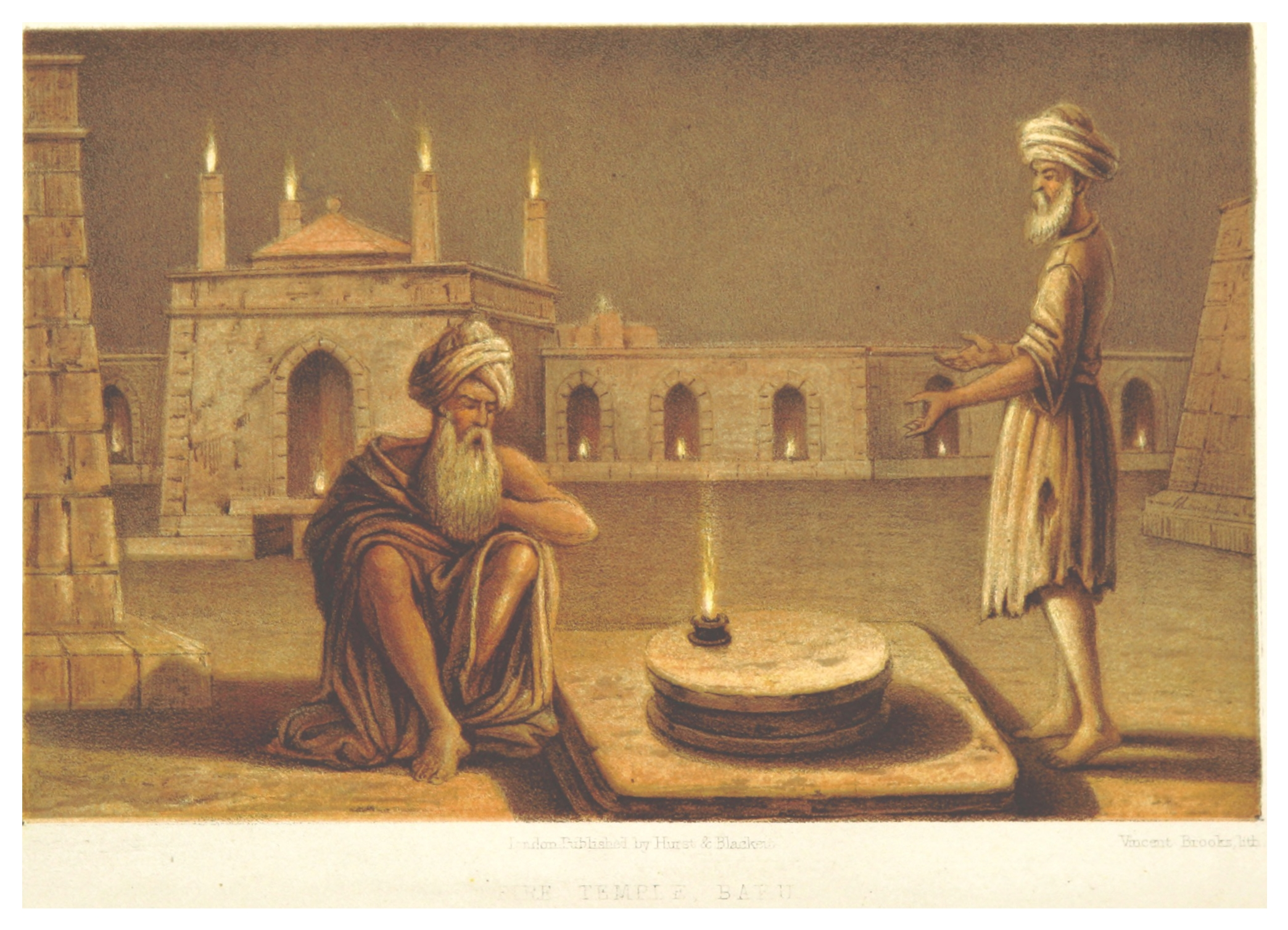
Il tempio del fuoco di Baku, c. 1860

Sulla penisola di Abşeron (Azerbaigian) in riva al Mar Caspio già nel 1593 viene descritto un pozzo scavato manualmente di 35 m. a Balakhani, successivamente qui, su uno dei più grandi giacimenti mondiali, i russi hanno costruito la prima raffineria nel 1837.

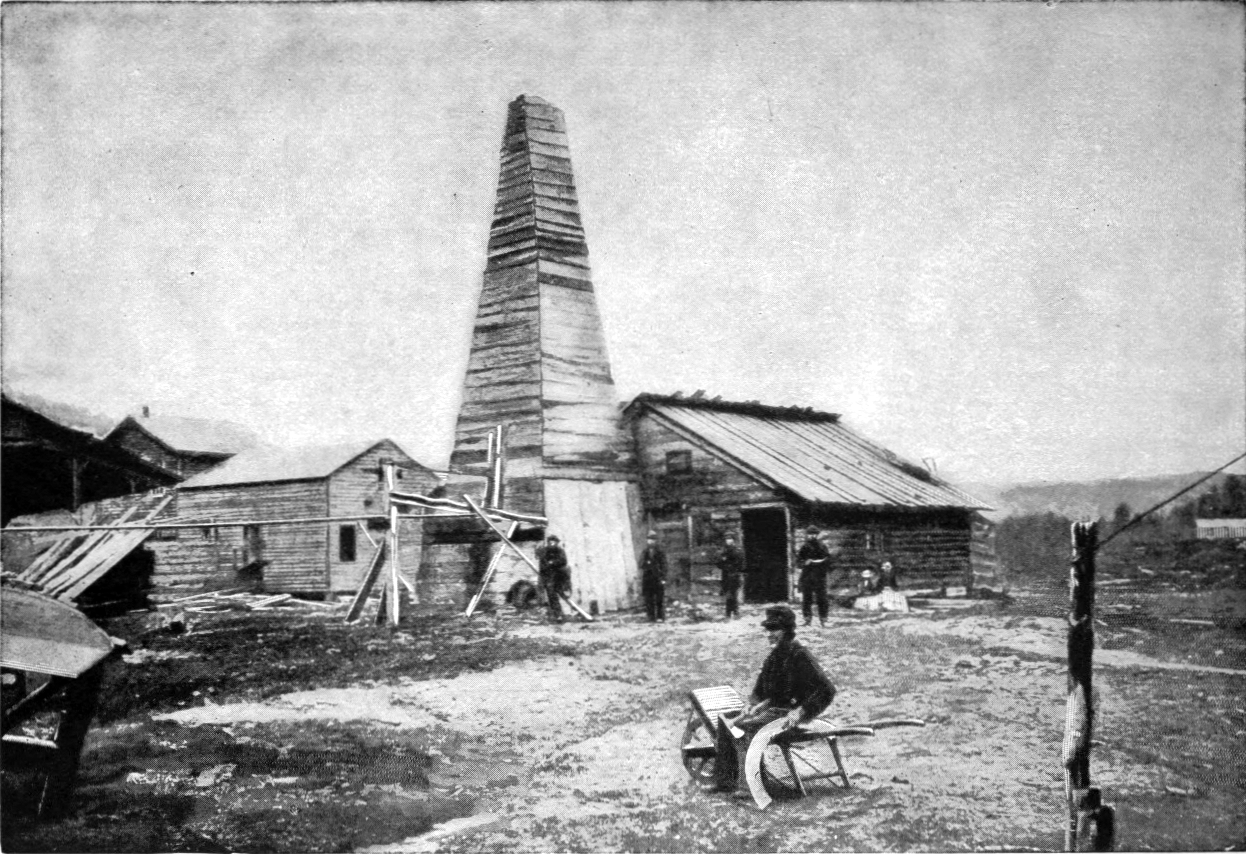
Il primo pozzo petrolifero, nel 1859

Nonostante il precedente russo, l'industria petrolifera moderna viene fatta risalire negli anni 1850 negli Stati Uniti (nei pressi di Titusville, Pennsylvania), per l'iniziativa di Edwin Drake. Il 27 agosto 1859 venne aperto il primo pozzo petrolifero redditizio del mondo. L'industria crebbe lentamente durante il 1800 e non diventò di interesse nazionale (USA) fino agli inizi del ventesimo secolo; l'introduzione del motore a combustione interna fornì la domanda che ha poi largamente sostenuto questa industria. I primi piccoli giacimenti in Pennsylvania e in Ontario si esaurirono velocemente portando ai "boom petroliferi" in Texas, Oklahoma, e California. Altre nazioni avevano considerevoli riserve petrolifere nei loro possedimenti coloniali, e incominciarono ad utilizzarli a livello industriale.

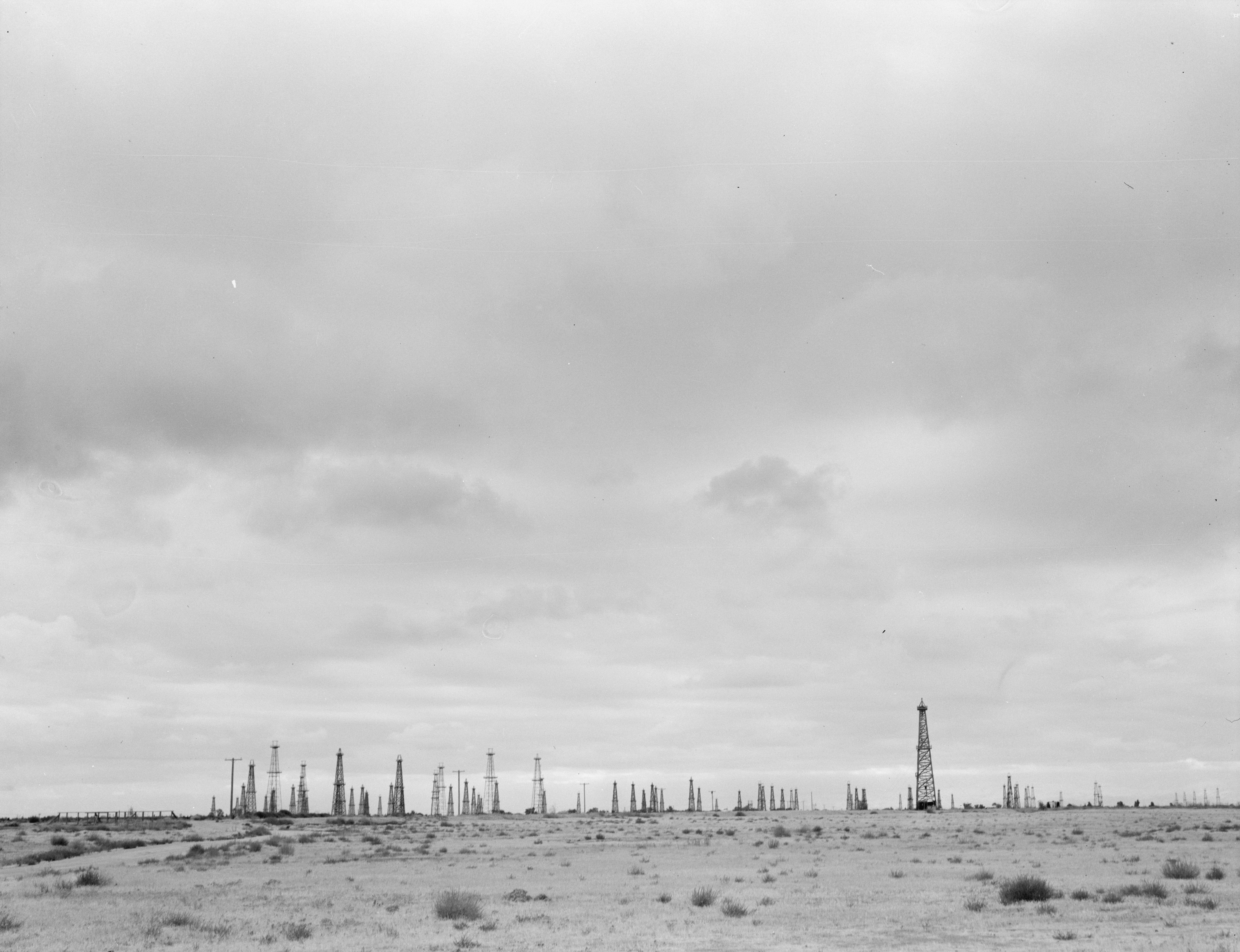
Campo di estrazione petrolifera in California, 1938

Sebbene negli anni cinquanta del Novecento il carbone fosse ancora il combustibile più usato nel mondo, il petrolio cominciò a soppiantarlo. Agli inizi del ventunesimo secolo circa il 90% del fabbisogno di combustibile era coperto dal petrolio. In conseguenza della crisi energetica del 1973 e di quella del 1979 nacque l'interesse nella pubblica opinione sui livelli delle scorte di petrolio, portando alla luce la preoccupazione che, essendo il petrolio una risorsa limitata, essa fosse destinata a esaurirsi (almeno come risorsa economicamente sfruttabile).
Il prezzo di un barile di petrolio è aumentato dagli 11 dollari del 1998 a circa 147, per poi ripiegare (a causa della recessione globale, ma anche delle "prese di beneficio" degli speculatori), fino a 45 nel dicembre 2008. In seguito le quotazioni del greggio hanno ripreso a crescere per consolidarsi al di sopra dei 100 dollari nel marzo 2011. Data l'elevata volatilità del prezzo di un barile, l'OPEC ha preso in valutazione di tagliare la produzione per far aumentare i costi dell'oro nero (per fare un esempio: se un barile aumenta di un dollaro, negli Emirati Arabi Uniti arrivano oltre 100 milioni di dollari di guadagni). Tuttavia il re dell'Arabia Saudita ʿAbd Allāh si è detto disponibile ad aumentare l'estrazione di petrolio per riportarlo ad un prezzo ragionevole.
Il valore del petrolio come fonte di energia trasportabile e facilmente utilizzabile, usata dalla maggioranza dei veicoli (automobili, camion, treni, navi, aeroplani) e come base di molti prodotti chimici industriali, lo rende dall'inizio del XX secolo una delle materie prime più importanti del mondo. L'accesso al petrolio è stato uno dei principali fattori scatenanti di molti conflitti militari, tra cui la guerra del Golfo. La maggior parte delle riserve facilmente accessibili è collocata nel Medio Oriente, una regione politicamente instabile.
L’utilizzo antropico dei derivati del petrolio è la causa del riscaldamento globale, ed i rifiuti da esso derivati rappresentano la prima fonte d’inquinamento ambientale. Esistono e sono continuamente allo studio fonti alternative e rinnovabili di energia. Il processo di sostituzione del petrolio come fonte di energia a favore di altre forme di produzione energetica compatibili con la vita sul pianeta Terra, prende il nome di Transizione Energetica.

## Proprietà del greggio
Il greggio è un liquido viscoso di colore variabile dal giallo chiaro al marrone scuro o verdastro, e nella sua quasi totalità la sua densità relativa è inferiore a 1, cioè ha un peso specifico minore dell'acqua.
Il colore risulta essere più scuro nei greggi che contengono idrocarburi con peso molecolare medio più elevato. Al peso molecolare medio dei componenti sono legate anche la sua densità e la sua viscosità, in quanto più elevato risulta il peso molecolare medio più il greggio risulta denso e viscoso.

### Composizione

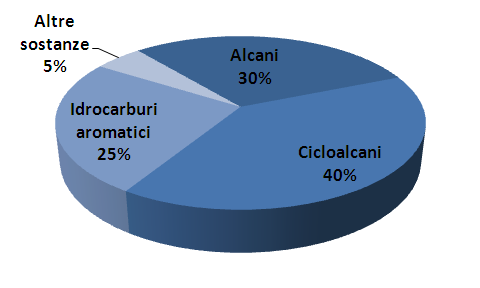
Composizione chimica del petrolio

Dal punto di vista chimico, il greggio è un'emulsione di idrocarburi (cioè composti chimici le cui molecole sono formate da idrogeno e carbonio) con acqua ed altre impurità.
È costituito principalmente da idrocarburi appartenenti alle classi degli alcani (lineari e ramificati), cicloalcani e in quantità minore idrocarburi aromatici. La percentuale di questi idrocarburi varia a seconda del giacimento petrolifero da cui viene estratto il petrolio: considerando una media a livello mondiale, un petrolio tipico contiene il 30% di paraffine, il 40% di nafteni, il 25% di idrocarburi aromatici, mentre il restante 5% è rappresentato da altre sostanze; nel caso di petroli ad elevato contenuto di alcani si parla di "petroli paraffinici", mentre i petroli ad elevato contenuto di cicloalcani vengono detti "petroli naftenici". I petroli paraffinici sono più abbondanti nelle zone più profonde del sottosuolo, mentre i petroli naftenici sono più abbondanti nelle zone più vicine alla superficie.
Sono presenti inoltre composti solforati (solfuri e disolfuri), azotati (chinoline) e ossigenati (acidi naftenici, terpeni e fenoli), in percentuale variabile anche se la loro percentuale in massa, complessivamente, difficilmente supera il 7%.
Data l'elevata complessità di tale miscela, per definire la composizione di un particolare petrolio, anziché indicare le sostanze che lo costituiscono, spesso si preferisce indicarne la composizione elementare, che è rappresentata principalmente da carbonio e idrogeno, essendo il petrolio una miscela costituita prevalentemente da idrocarburi.
In percentuale, è composto all'85% circa da carbonio, 13% circa da idrogeno e per il restante 2% circa da altri elementi.
La tabella seguente mostra gli intervalli di composizione (espressi come percentuali in peso) dei singoli elementi che costituiscono tipicamente un particolare petrolio:
| Elemento       | min (%wt) | max (%wt) |
| -------------- | --------- | --------- |
| C              | 79,5      | 88,5      |
| H              | 10        | 15,5      |
| altri elementi | 0         | 5         |

Gli altri elementi presenti nel petrolio sono principalmente eteroatomi, quali ad esempio lo zolfo (0,05-8%wt, talvolta sotto forma di H2S), l'azoto (0,02-1,3%wt) e l'ossigeno (0,05-3%wt). Sono inoltre presenti atomi metallici in quantità modeste, sia combinati con i composti organici, sia in sali disciolti in tracce d'acqua (quali nichel, vanadio, molibdeno, cobalto, cromo, cadmio, piombo, arsenico e mercurio), tuttavia per la lavorazione in raffineria bisogna tenere conto della loro presenza, in quanto molti processi usano catalizzatori che vengono inibiti da tali metalli. Inoltre i prodotti finali (generalmente i tagli più pesanti come il gasolio), risultandone più "ricchi", producono maggiori ceneri e particolato.

## Caratterizzazione e classificazione del petrolio
Esistono centinaia di petroli diversi. Essi si differenziano per i differenti rendimenti, il tenore in zolfo, in metalli pesanti ed in funzione della loro acidità. Frequentemente (ma questa non è una regola) i grezzi più pesanti sono anche quelli che hanno un tenore in zolfo più elevato. È invece sistematico che per un determinato petrolio le frazioni alto-bollenti abbiano un tenore in zolfo più elevato delle frazioni basso-bollenti.
Da un punto di vista generale (anche se esistono delle eccezioni) i petroli che contengono una quantità più elevata di frazioni leggere sono più costosi. Un altro parametro che influenza il valore del petrolio grezzo è il contenuto in zolfo. Quest'ultimo infatti deve essere allontanato durante l'operazione di raffinazione e questa operazione di purificazione è tanto più onerosa quanto più alto è il tenore in zolfo.
Altri parametri che influenzano il valore del grezzo sono la sua acidità ed il tenore in metalli pesanti, quali il vanadio. La conoscenza di questi due ultimi parametri è di grande importanza allorché si progettano impianti per la raffinazione del greggio; infatti petroli acidi o con contenuti di Vanadio elevati richiedono impianti particolarmente resistenti alla corrosione e dunque costruiti con acciai speciali.
Va inoltre ricordato che a livello commerciale le varie partite di petrolio non hanno lo stesso valore commerciale. I seguenti criteri forniscono una linea guida su come distinguere un petrolio pregiato da uno scadente:
- tenore di zolfo: maggiore è la presenza di zolfo o di altri eteroatomici, più spinta sarà la relativa lavorazione con maggiori costi di esercizio d'impianto. Infatti la presenza di zolfo va limitata sia per motivazioni ambientali, sia per la salvaguardia delle parti più delicate dell'impianto;
- percentuale di benzine: a livello commerciale la benzina è il taglio più costoso e quindi più remunerativo per una azienda petrolifera; non a caso molti processi di lavorazione puntano all'aumento delle quantità e qualità delle benzine, alleggerendo i tagli pesanti (cracking) o appesantendo quelli leggeri; da questo punto di vista un petrolio ricco di benzina presenta un valore commerciale maggiore;
- densità: un petrolio più denso contiene un maggior numero di molecole condensate, ovvero i costituenti del residuo della colonna da topping; quindi sono necessarie lavorazioni più gravose in termini di temperatura (come il visbreaking), per cercare di rompere le molecole condensate e convertirle in tagli leggeri.

### Grado API
In ambito petrolifero si usa un'espressione particolare per esprimere la densità: il grado API.
La densità e il grado API sono correlate dalla relazione:
°API = 141,5/ρ* - 131,3
dove ρ* è la densità relativa rispetto all'acqua. Da questa relazione discende che un olio della stessa densità dell'acqua presenta 10°API, se è più pesante presenta un valore minore di 10°API, mentre se è più leggero presenta un valore del grado API maggiore di 10°API. Pertanto un petrolio pregiato avrà un alto valore di grado API, maggiore di 10°API.
A titolo di esempio, tra i petroli pregiati figura quello di Brega (Libia) che ha 42°API con un tenore di zolfo pari allo 0,2%.

### Distillazione frazionata TBP
Non esistono due petroli identici e talvolta all'interno dello stesso giacimento la composizione tende a variare nel tempo o in funzione della localizzazione del punto di estrazione. Per questo motivo per poter caratterizzare ogni tipo di petrolio si ricorre all'operazione detta di distillazione frazionata TBP (True Boiling Point). Questa metodologia è descritta negli standard ASTM D86 e D2892, che definiscono le condizioni normalizzate per realizzare l'operazione. L'operazione è condotta prendendo una quantità predefinita di petrolio grezzo e sottoponendola a riscaldamento a pressione atmosferica.
Sotto l'effetto del riscaldamento il campione di petrolio comincia ad evaporare e per prime le frazioni più leggere. I vapori di petrolio che man mano evaporano sono raffreddati, condensati e raccolti in un recipiente graduato. Le frazioni più volatili (dette basso-bollenti) sono le prime ad evaporare ed in seguito evaporano quelle meno volatili (dette alto-bollenti). Durante questa operazione di distillazione il campione di petrolio diventa progressivamente sempre meno volatile e dunque occorre riscaldare il campione a temperature sempre più elevate per poterlo distillare. L'obiettivo del test è di misurare in funzione degli intervalli di temperatura ai quali è sottoposto il campione quale è il rendimento percentuale della corrispondente frazione evaporata. Il test è interrotto quando il campione raggiunge la temperatura di 550 °C, perché a questa temperatura intervengono delle reazioni di cracking che modificano la natura chimica delle molecole. Il volume che resta a 550 °C è detto residuo.
I risultati del test TBP sono di notevole interesse perché permettono di caratterizzare i diversi tipi di petrolio. Questo è essenziale per poterne definire il valore di mercato e per poter prevedere quali saranno i rendimenti quando il grezzo petrolifero arriva in raffineria per essere raffinato.
La tabella seguente mostra le composizioni di due petroli (petrolio Souedia, che ha origine in Siria e petrolio Zarzaitine, che ha origine in Algeria) ottenute tramite distillazione TBP sull'intervallo di temperatura 15-550 °C.
| Zarzaitine (0,14%S) | Zarzaitine (0,14%S) | Zarzaitine (0,14%S) | Souedia (3,91%S) | Souedia (3,91%S) | Souedia (3,91%S) |
| T [°C]              | % in peso           | % in volume         | T [°C]           | % in peso        | % in volume      |
| ------------------- | ------------------- | ------------------- | ---------------- | ---------------- | ---------------- |
| 15-80               | 6,685               | 8,219               | 15-80            | 4,028            | 5,613            |
| 80-150              | 15,904              | 17,497              | 80-150           | 7,841            | 9,801            |
| 150-230             | 15,914              | 16,378              | 150-230          | 9,751            | 11,204           |
| 230-375             | 27,954              | 26,977              | 230-375          | 20,619           | 21,529           |
| 375-550             | 21,303              | 19,409              | 375-550          | 25,263           | 24,159           |
| >550                | 9,497               | 8,044               | >550             | 31,193           | 26,179           |

È importante tenere presente che questi tagli petroliferi sono il risultato della sola operazione di distillazione e che in raffineria molteplici altre operazioni sono condotte per produrre prodotti di uso finale. In effetti le frazioni risultanti dall'operazione di distillazione non sono pronte per l'uso e richiedono ulteriori stadi di lavorazione.

## Formazione e presenza in natura

### Teoria biogenica del petrolio

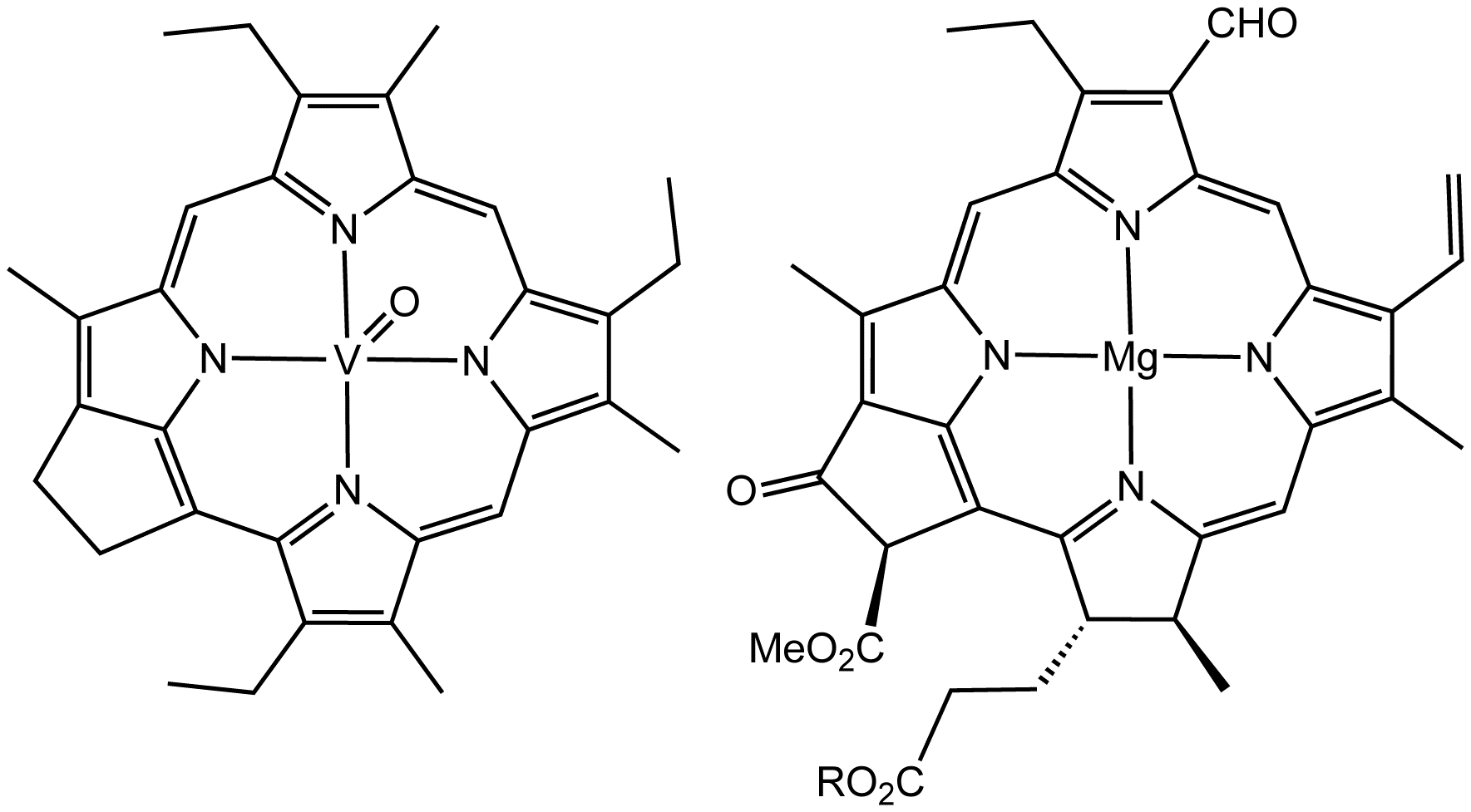
Confronto tra la molecola di metalloporfirina estratta dal petrolio da Alfred E. Treibs (a sinistra) e la molecola di clorofilla (a destra).

Secondo le teorie comunemente accettate dalla comunità scientifica, il petrolio deriva dalla trasformazione di materiale biologico in decomposizione. Il primo a sostenere tale teoria fu lo scienziato russo Lomonosov nel XVIII secolo. La sua teoria fu confermata nel 1877 da Mendeleev. Ulteriore conferma a tale ipotesi fu fornita da Alfred E. Treibs, che evidenziò l'analogia strutturale tra una molecola di metalloporfirina che aveva rintracciato nel petrolio nel 1930 e la molecola della clorofilla (che è invece associata a processi biologici).
Secondo tale teoria, il materiale biologico dal quale deriva il petrolio è costituito da organismi unicellulari marini vegetali e animali (fitoplancton e zooplancton) rimasti sepolti nel sottosuolo centinaia di milioni di anni fa, in particolare durante il paleozoico, quando tale materia organica era abbondante nei mari.
In un primo stadio, tale materia organica viene trasformata in cherogene attraverso una serie di processi biologici e chimici; in particolare la decomposizione della materia organica ad opera di batteri anaerobi (cioè che operano in assenza di ossigeno) porta alla produzione di ingenti quantità di metano.
Successivamente, a causa della continua crescita dei sedimenti, si ha un innalzamento della temperatura (fino a 65-150 °C) che porta allo sviluppo di processi chimici di degradazione termica e cracking, che trasformano il cherogene in petrolio. Tale processo di trasformazione del cherogene in petrolio avviene alla sua massima velocità quando il deposito ha raggiunto profondità intorno a 2000-2900 metri.

Rappresentazione schematica di un reservoir di petrolio.

Una volta generati, gli idrocarburi migrano verso l'alto attraverso i pori della roccia in virtù della loro bassa densità. Se nulla blocca la migrazione, questi idrocarburi affiorano in superficie. A questo punto le frazioni più volatili evaporano e resta un accumulo di bitume, che è pressoché solido a pressione e temperatura atmosferica. Storicamente gli accumuli naturali di bitume sono usati per usi civili (impermeabilizzare il legno) o militari (come il fuoco greco). Tuttavia nel percorso di migrazione, gli idrocarburi possono accumularsi in rocce porose (dette "rocce serbatoio" o "reservoir") e restare bloccati da uno strato di roccia impermeabile. In questo caso si può creare una zona di accumulo, detta "trappola petrolifera". Perché le rocce porose possano costituire un reservoir, è necessario che queste rocce siano al di sotto di rocce meno permeabili (normalmente argille o evaporiti), in maniera tale che gli idrocarburi non abbiano la possibilità di risalire sino alla superficie terrestre.
Una conformazione geologica che costituisce un caso tipico di trappola petrolifera è la piega anticlinale. Questo tipo di configurazione costituisce di gran lunga il caso più frequente di "trappola petrolifera", anche se può accadere che il petrolio si accumuli in corrispondenza di fratture tettoniche o attorno a dei giacimenti di sale. All'interno del reservoir si viene quindi a trovare una miscela di idrocarburi liquidi e gassosi (in proporzioni variabili). Gli idrocarburi gassosi costituiscono gas naturale (metano ed etano) e riempiono le porosità superiori. Quelli liquidi (nelle condizioni di pressione esistenti nel giacimento, cioè svariate centinaia di atmosfere) occupano le zone inferiori del reservoir.
In virtù della provenienza marina della materia organica all'origine del petrolio, quasi inevitabilmente gli idrocarburi sono associati ad acqua; è frequente la situazione per la quale all'interno della roccia madre si trovino tre strati: uno superiore di gas naturale, uno intermedio costituito da idrocarburi liquidi ed uno inferiore di acqua salata. Nelle operazioni di messa in produzione di un giacimento si presta notevole attenzione alla profondità alla quale si situa lo strato di acqua perché questa informazione è necessaria per calcolare il rendimento teorico del giacimento.
È frequente la situazione per la quale il giacimento di idrocarburi contiene unicamente metano ed etano. In questo caso si parlerà di giacimento di gas naturale. Se gli idrocarburi liquidi più pesanti presenti nel giacimento non superano i dodici-quindici atomi di carbonio (C12 - C15), si parlerà di giacimento di condensato, sovente associato a gas naturale. Se negli idrocarburi liquidi presenti sono rappresentate molecole più lunghe si è in presenza di un giacimento di petrolio propriamente detto.

### Teorie abiogene
Nonostante le teorie comunemente accettate prevedano che il petrolio derivi da sostanze organiche sono state formulate teorie, dette abiogene o abiotiche, secondo cui si sarebbe formato attraverso processi non biologici.
Fra i teorici dell'origine abiogena c'è il professor Thomas Gold che nel 1992 pubblicò la teoria della profonda biosfera calda, allo scopo di spiegare il meccanismo dell'accumulo di idrocarburi nei giacimenti profondi.
Nel 2001 J. Kenney dimostrò che secondo le leggi della termodinamica non sarebbe possibile la trasformazione a basse pressioni di carboidrati o altro materiale biologico in catene idrocarburiche. Infatti il potenziale chimico dei carboidrati varia da -380 a -200 kcal/mol, mentre il potenziale chimico degli idrocarburi è maggiore di 0 kcal/mol. Siccome le trasformazioni termodinamiche evolvono verso condizioni a potenziale chimico più basso, la trasformazione citata non può avvenire. Il metano non si polimerizza a basse pressioni ad alcuna temperatura.
Talvolta, giacimenti di gas naturale e petrolio ritenuti in fase di esaurimento, si riempiono di nuovo; questo processo può essere alimentato solo da depositi profondi, percorrendo la sequenza di fenomeni che portò alla formazione iniziale. La teoria abiotica sostiene che tutti gli idrocarburi naturali siano di origine abiotica, ad eccezione del metano biogenico (spesso chiamato gas di palude), che è prodotto in prossimità della superficie terrestre attraverso la degradazione batterica di materia organica sedimentata.
Una teoria dell'origine abiotica del petrolio ritiene che al momento della formazione della Terra si siano formati dei significativi depositi di carbonio, ora preservati solo nel mantello superiore. Questi depositi, trovandosi in condizioni di elevata temperatura e pressione, catalizzerebbero la polimerizzazione di molecole di metano, fino a formare lunghe catene idrocarburiche.
Una variante di questa teoria prevede l'idrolisi di peridotiti del mantello, con conseguente formazione di un fluido ricco in idrogeno e con metalli catalizzatori (come nichel, cromo, cobalto o vanadio) che, risalendo, dilaverebbe le rocce carbonatiche superiori, generando idrocarburi. Questa reazione chimica ipotizzata è la stessa che si avrebbe nel processo industriale della sintesi di Fischer-Tropsch.

### Studi sulle riserve del petrolio

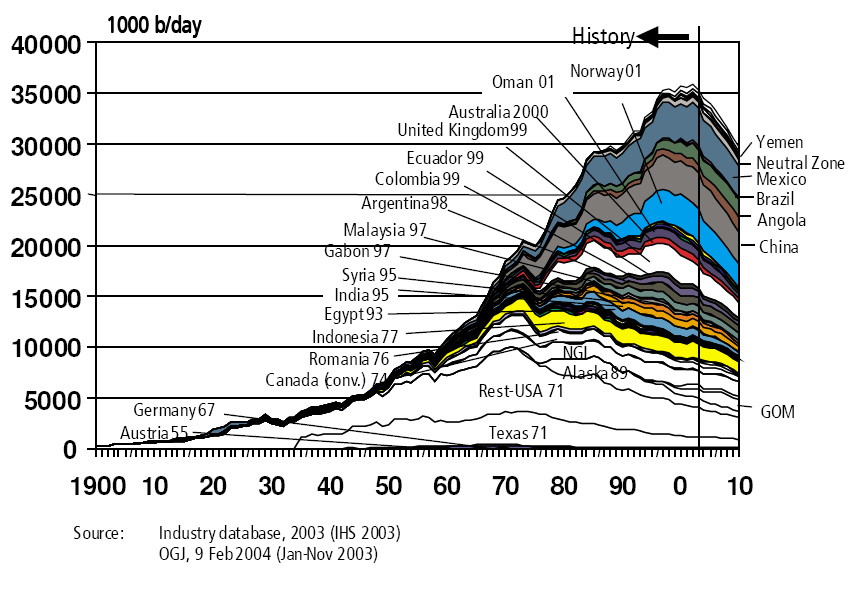
Grafico rappresentativo della produzione petrolifera, mostrante il picco di Hubbert.

Per riserve di petrolio si intende la quantità di idrocarburi liquidi che si stima potranno essere estratti in futuro dai giacimenti già scoperti.
Generalmente i volumi che potranno essere estratti da giacimenti non ancora sfruttati sono denominati riserve.
La determinazione delle riserve è condizionata dalle incertezze tecniche ed economiche. Le incertezze tecniche derivano dal fatto che i volumi di idrocarburi contenuti nel giacimento sono stimati quasi esclusivamente attraverso dati ottenuti con metodi indiretti (tra i più diffusi la prospezione sismica e le misure di proprietà fisiche delle rocce nei pozzi). Le informazioni dirette sono necessariamente poche, se confrontate con l'eterogeneità delle rocce serbatoio, in quanto provengono dalla perforazione dei pozzi, che è molto costosa.
Le incertezze di tipo economico includono la difficoltà di poter prevedere l'andamento futuro dei costi di estrazione e dei prezzi di vendita dell'idrocarburo (mediamente la vita produttiva di un giacimento è di 10-20 anni). Anche la disponibilità commerciale di nuove tecnologie di estrazione è difficilmente prevedibile con totale certezza.
Il livello di incertezza sulle riserve è quindi massimo quando vengono stimati potenziali nuovi giacimenti, diminuisce nel momento della loro scoperta tramite perforazioni di pozzi, e durante il periodo produttivo e diviene nullo quando le riserve producibili dal giacimento sono azzerate in quanto tutti gli idrocarburi estraibili sono effettivamente stati prodotti.
Il grado di aleatorietà delle riserve è espresso attraverso la loro classificazione secondo categorie definite.
Esistono diversi schemi di classificazione, quella della Society of Petroleum Engineers (SPE) è internazionalmente diffuso e distingue tra Risorse (idrocarburi non ancora scoperti o non commerciali) e Riserve (idrocarburi scoperti e commerciali). Le Riserve infine sono classificate come certe, probabili e possibili secondo un grado di incertezza crescente. Questo stesso schema è stato inserito all'interno del sistema di classificazione delle risorse naturali, esclusa l'acqua, pubblicato dalle Nazioni Unite nel 2004 sotto il nome di United Nations Framework Classification (UNFC).
L'impossibilità di calcolare esattamente la quantità di riserve e di risorse, dà spazio a diverse previsioni più o meno ottimistiche.
Nel 1972 uno studio autorevole, commissionato al MIT dal Club di Roma (il famoso Rapporto sui limiti dello sviluppo), affermò che nel 2000 sarebbero state esaurite circa il 25% delle riserve mondiali di oro nero. Il rapporto, però, fu frainteso, e i più pensarono che predicesse la fine del petrolio entro il 2000.
La situazione dei primi anni 2000 apparve più grave di quanto il MIT avesse predetto. Dai dati pubblicati annualmente dalla BP si rilevava che la quantità di petrolio utilizzata dal 1965 al 2004 fosse di 116 miliardi di tonnellate, le riserve ancora disponibili nel 2004 furono valutate in 162 miliardi di tonnellate.
Con questi valori si può facilmente calcolare che, escludendo i nuovi giacimenti che saranno scoperti nei prossimi anni, è già stato consumato il 42% delle riserve inizialmente disponibili, in altre parole si avvicina il momento del raggiungimento del "picco" dell'estrazione. Secondo la BP, il petrolio disponibile è sufficiente per circa 40 anni a partire dal 2000, supponendo di continuarne l'estrazione al ritmo attuale, quindi senza tenere conto della continua crescita della domanda mondiale, che si colloca intorno al 2% annuo. Ma al momento dell'estrazione dell'ultima goccia di petrolio, l'umanità dovrà già da tempo aver smesso di contare su questa risorsa, in quanto man mano che i pozzi si vanno esaurendo la velocità con cui si può continuare ad estrarre decresce, costringendo a ridurre i consumi o utilizzare altre fonti energetiche.
Diversi altri studi hanno in tutto o in parte confermato queste conclusioni; in particolare sono da menzionare quelli del geologo statunitense Marion King Hubbert (vedi anche picco di Hubbert) e in seguito, a partire da questi, quelli di Colin Campbell e Jean Laherrère.
Secondo questi studi la quantità di petrolio estratto da una nazione segue una curva a campana e la massima estrazione di greggio per unità di tempo la si ha quando si è prelevato metà di tutto il petrolio estraibile. Questo è quanto si è verificato negli USA (i 48 stati continentali - lower 48 - esclusa l'Alaska) in cui l'estrazione di petrolio ha avuto un massimo nel 1971 (circa 9 milioni di barili al giorno) e poi è declinata come in una curva a campana secondo quanto previsto da Hubbert.
Altri studi di diversa matrice (in gran parte di economisti) sostengono che la tecnologia continuerà a rendere disponibili per l'industria idrocarburi a basso costo e che sulla Terra esistono vaste riserve di petrolio "non convenzionale", quali le sabbie bituminose o gli scisti bituminosi, le quali consentiranno l'uso del petrolio per un periodo di tempo ancora molto lungo.
L'Agenzia internazionale dell'energia nel 2008 ha stimato che la produzione di petrolio sia destinata a calare del 9,1% annuo, o almeno il 6,4% se aumentassero gli investimenti; le stime corrette dell'agenzia abbassano tale dato al 5% e considerano più probabile il 6,7%.

### Paesi con le maggiori riserve di petrolio

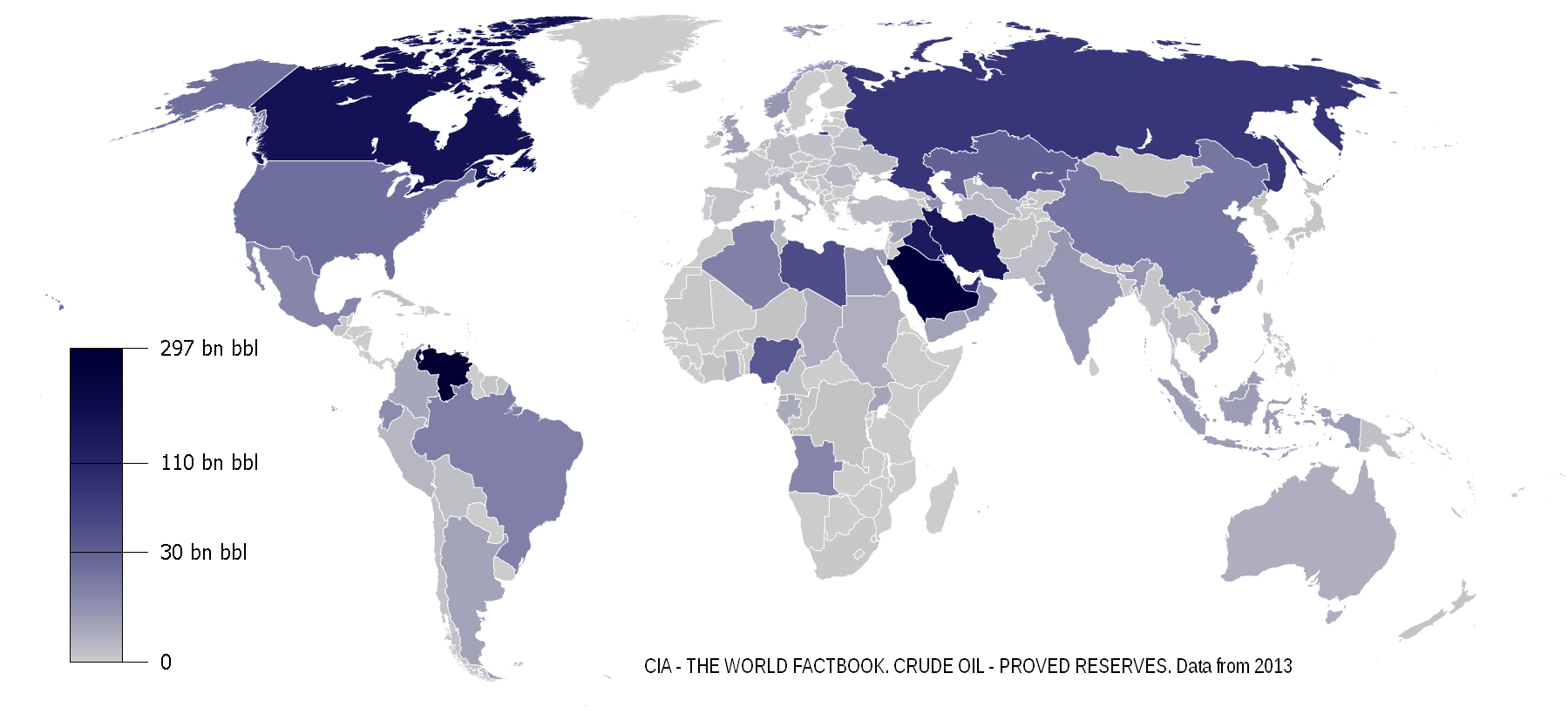
Riserve di petrolio a livello mondiale (dati relativi al 2013).

Qui di seguito sono elencati i primi 20 paesi per riserve certe di petrolio dell'ottobre 2013.
Per vita media residua si intende la stima della durata delle riserve ai ritmi di estrazione dell'anno 2013.
| N° | Paese               | Milioni di barili (bbl) | % sul totale | Vita media residua (Anni) |
| -- | ------------------- | ----------------------- | ------------ | ------------------------- |
| 1  | Venezuela           | 296 500                 | 17,9%        | ND                        |
| 2  | Arabia Saudita      | 265 500                 | 16,1%        | 61,8                      |
| 3  | Canada              | 175 200                 | 10,6%        | ND                        |
| 4  | Iran                | 151 200                 | 9,1%         | 93,1                      |
| 5  | Iraq                | 143 100                 | 9,1%         | ND                        |
| 6  | Kuwait              | 101 500                 | 6,1%         | 94,6                      |
| 7  | Emirati Arabi Uniti | 97 800                  | 5,9%         | 78,7                      |
| 8  | Russia              | 88 200                  | 5,3%         | 21,5                      |
| 9  | Libia               | 47 100                  | 2,9%         | ND                        |
| 10 | Nigeria             | 37 200                  | 2,3%         | 39,0                      |
| 11 | Stati Uniti         | 30 900                  | 1,9%         | 9,5                       |
| 12 | Kazakistan          | 30 000                  | 1,8%         | 42,2                      |
| 13 | Qatar               | 24 700                  | 1,5%         | 34,8                      |
| 14 | Brasile             | 15 100                  | 0,9%         | 14,6                      |
| 15 | Cina                | 14 700                  | 0,9%         | 7,5                       |
| 16 | Angola              | 13 500                  | 0,8%         | 18,6                      |
| 17 | Algeria             | 12 200                  | 0,7%         | 16,7                      |
| 18 | Messico             | 11 400                  | 0,7%         | 8,1                       |
| 19 | Azerbaigian         | 7000                    | 0,4%         | 18,9                      |
| 20 | Norvegia            | 6900                    | 0,4%         | 6,4                       |
|    | Resto del mondo     | 81 200                  | 6,1%         | *                         |
|    |                     |                         |              |                           |
|    | Totale              | 1 652 600               | 100%         | 51,8                      |
|    |                     |                         |              |                           |
| 46 | Italia              | 1400                    | 0,1%         | 31,9                      |

I volumi si riferiscono alle riserve certe. Sono escluse le stime ufficiali delle sabbie bituminose canadesi (pari a circa 143 300 milioni di barili) relative ai progetti oggetto di sviluppo attivo, ai liquidi separati dal gas naturale (detti NGL, dall'inglese "Natural Gas Liquids") e ai liquidi condensati dai gas naturali (in inglese "gas condensate").

## Produzione del petrolio

Suddivisione principale dell'industria petrolifera, del gas naturale e dei prodotti derivati dal petrolio.

Il ciclo produttivo del petrolio e dei prodotti derivati dal petrolio attraversa differenti fasi produttive, raggruppate tradizionalmente in tre insiemi di processi:
- upstream: comprende l'insieme delle procedure da svolgere allo scopo di ricavare il petrolio greggio dal sottosuolo; le principali procedure di upstream sono: la ricerca del giacimento (esplorazione), la predisposizione di pozzi per il sollevamento del petrolio (perforazione) e il processo di sollevamento del petrolio dal sottosuolo (estrazione);
- midstream: comprende le procedure relative al trasporto del petrolio dal sito di estrazione al sito di raffinazione e lo stoccaggio del petrolio;
- downstream: comprende i processi di trasformazione del petrolio (raffinazione) allo scopo di ottenere i prodotti derivati destinati al commercio e la loro distribuzione e vendita.

Siccome assieme al petrolio dai giacimenti viene prelevato anche gas naturale, le tre fasi sono riferite al ciclo produttivo del gas naturale. In particolare i processi di upstream sono finalizzati all'ottenimento di entrambe le materie prime (petrolio e gas naturale), mentre i processi di midstream e downstream sono diversificati a seconda che siano riferiti al petrolio o al gas naturale.

### Esplorazione

Mappa delle spedizioni inviate tra il 1947 e il 1950 dalla Iraq Petroleum Company per la ricerca del petrolio nell'Arabia meridionale.

La fase di esplorazione rappresenta la fase di ricerca dei giacimenti di petrolio, finalizzata alla sua estrazione. Tale ricerca viene svolta in genere attraverso prospezione geofisica, che consiste in un'indagine delle proprietà fisiche del sottosuolo da cui è possibile determinare la presenza di particolari disomogeneità delle proprietà del terreno, associate alla presenza di trappole strutturali o altre strutture di accumulo di idrocarburi.

### Estrazione
Alla fase di esplorazione segue la fase di estrazione del petrolio. L'estrazione avviene attraverso la costruzione di apposite torri di perforazione o trivellazione (dette derrick), che nel caso di impianti off-shore (cioè in corrispondenza delle aree marine) sono posizionate su una piattaforma petrolifera.
In genere il deposito di petrolio che impregna le rocce porose si trova ad elevata pressione, per cui risale spontaneamente attraverso il pozzo petrolifero, mentre negli altri casi è necessario utilizzare delle pompe petrolifere per sollevarlo; tali pompe possono essere utilizzate anche quando il petrolio risale spontaneamente, in modo da velocizzarne ulteriormente la risalita.
Quando il pompaggio del petrolio in superficie risulta più gravoso, è possibile aumentare la pressione all'interno del giacimento iniettando negli strati del giacimento gas o acqua.

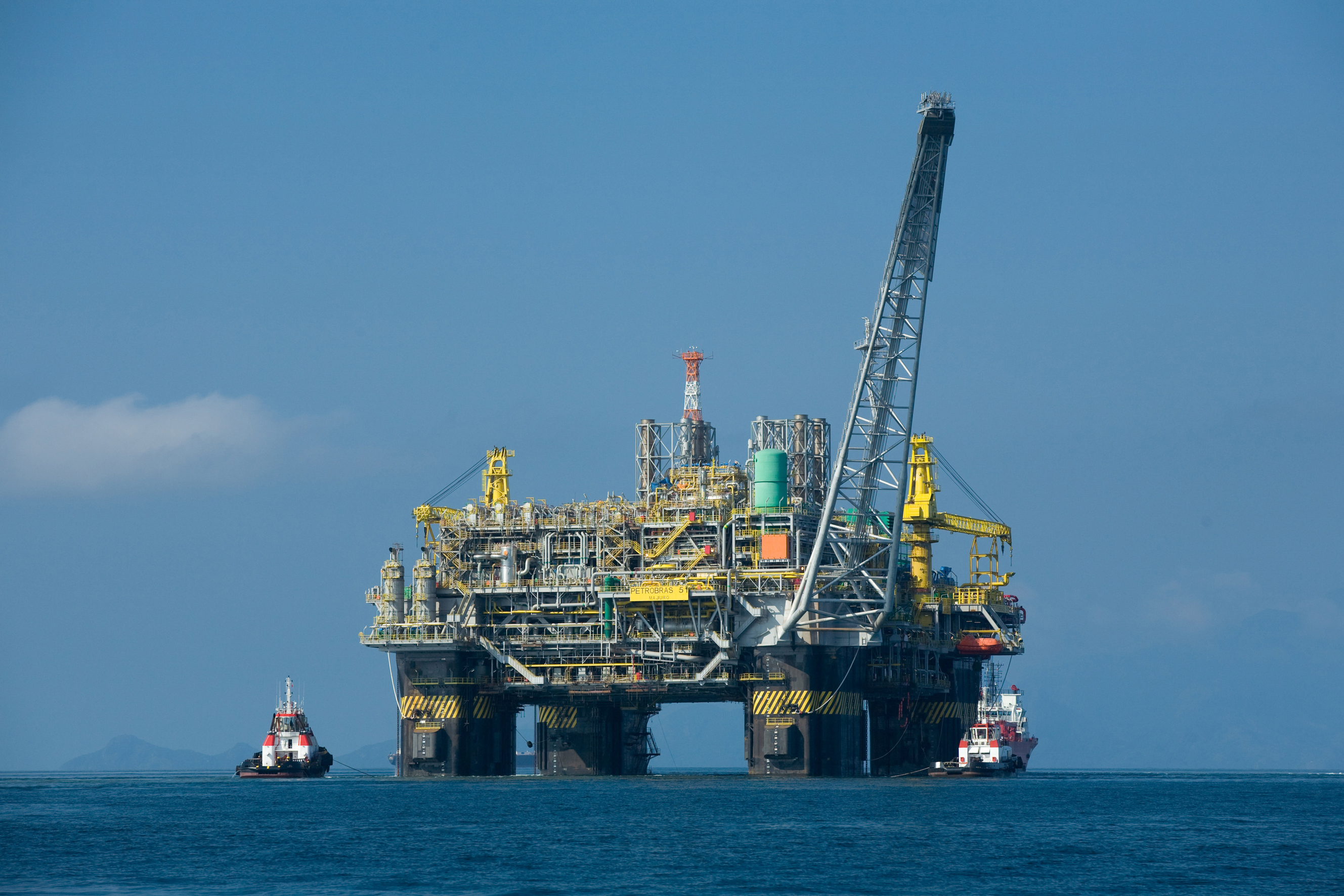
La piattaforma petrolifera P-51, situata in Brasile
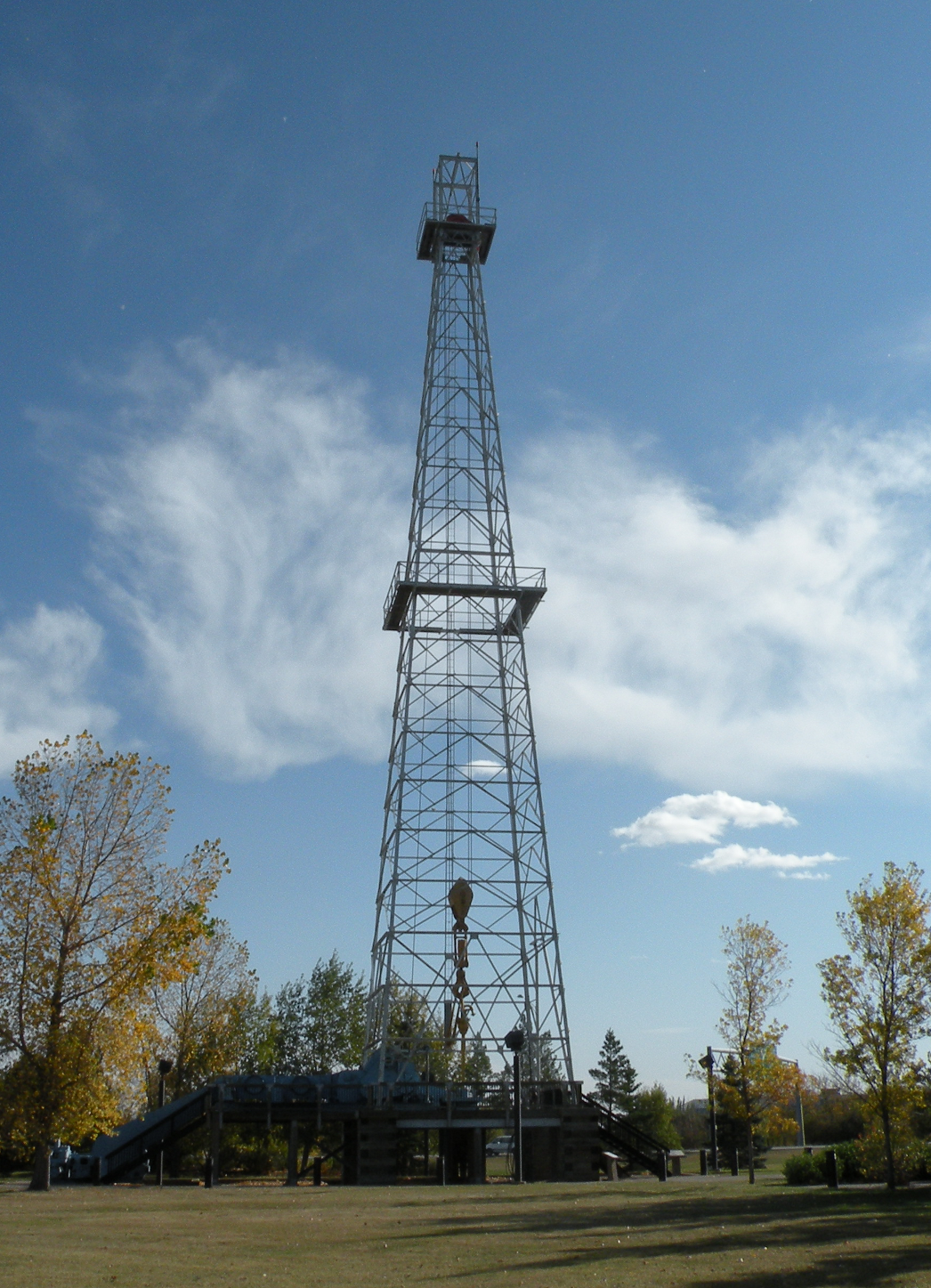
Una vecchia torre di perforazione utilizzata tra il 1946 e il 1947
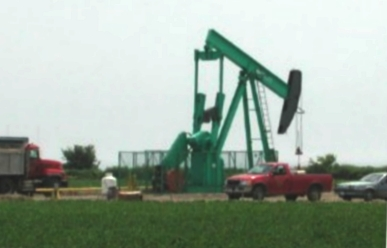
Pompa petrolifera di Sarnia, Ontario (Canada), 2001

### Trattamento preliminare
Abitualmente il greggio viene sottoposto ad un primo trattamento direttamente sul posto in cui viene estratto dal sottosuolo. L'acqua e le componenti minerali sono le prime ad essere separate, prima di inviare il petrolio alla raffinazione, principalmente tramite distillazione o metodi gravitativi, cicloni, ecc. L'acqua separata solitamente ha un certo contenuto di sali disciolti (principalmente cloruro di sodio) e non è utilizzabile per scopi agricoli, industriali o civili, quindi quasi sempre viene reiniettata nel sottosuolo entro l'acquifero del giacimento, per mantenerne la pressione e quindi tenere stabile la produzione petrolifera, oppure in livelli rocciosi permeabili, che quindi l'assorbono facilmente, individuati nel sistema geologico in cui si trova il giacimento.

### Trasporto

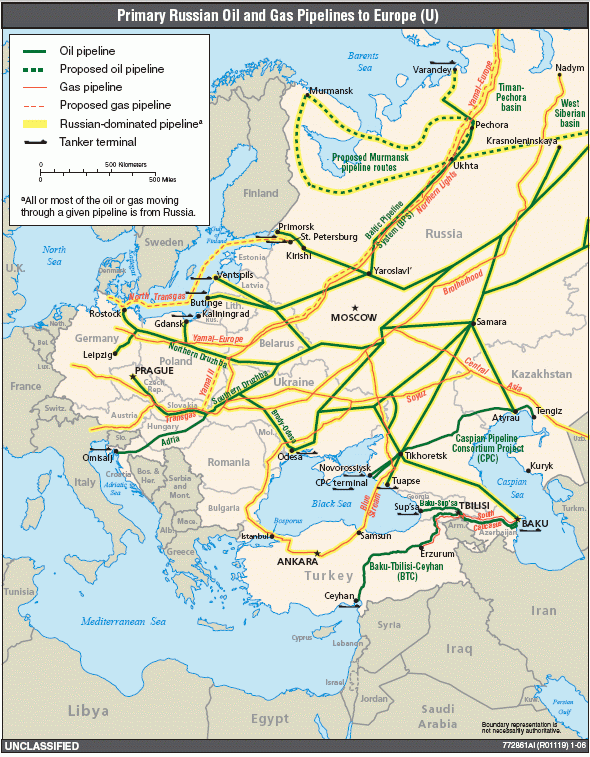
Rete di oleodotti e gasdotti per il trasporto di petrolio e gas naturale dalla Russia all'Europa (al 2009).

Successivamente all'estrazione, il petrolio viene trasportato per mezzo di oleodotti o petroliere fino al sito in cui verrà svolta la raffinazione. Ciascuna petroliera può trasportare una quantità di petrolio che varia in genere da 100.000 a 3 milioni di barili. Nel caso di trasporto via terra, si può pompare il petrolio attraverso gli oleodotti oppure è possibile utilizzare dei vagoni ferroviari progettati appositamente per tale uso.

### Trasformazione

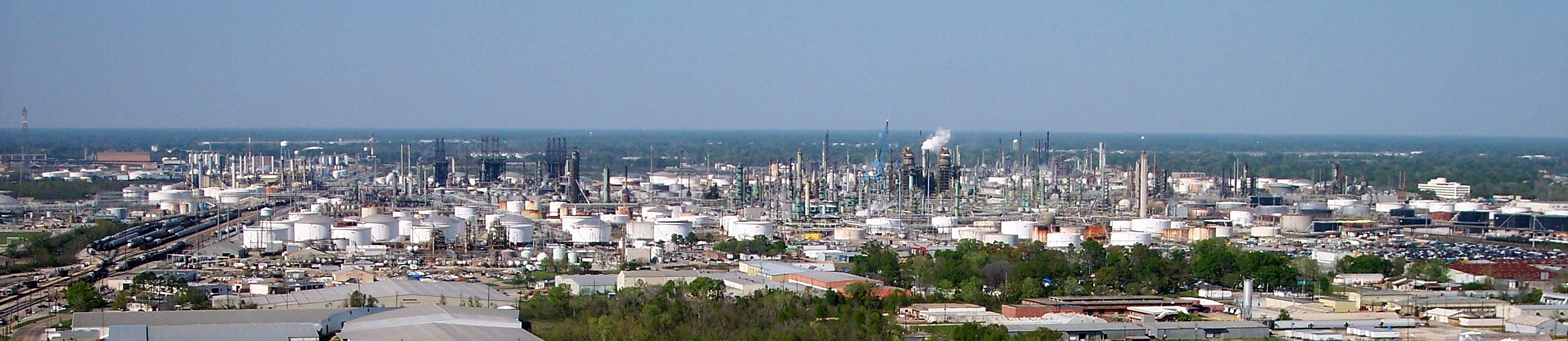
Raffineria di petrolio di Baton Rouge

Dopo il processo di estrazione, il petrolio viene trasportato verso stabilimenti (raffinerie di petrolio), dove avvengono le operazioni di trasformazione che permettono di produrre a partire dal grezzo petrolifero una serie di prodotti di uso comune. Le operazioni attraverso le quali il grezzo petrolifero viene trasformato sono molteplici e di diversa natura.
A grandi linee, il processo di raffinazione può essere suddiviso in tre fasi principali:
- separazione fisica dei componenti che costituiscono il petrolio ottenendo più tagli;
- processi chimici per il miglioramento qualitativo dei tagli ottenuti;
- purificazione dei prodotti finali.

Scendendo più nel particolare, le principali lavorazioni sono:
- decantazione, e separazione dell'acqua;
- dissalazione;
- distillazione atmosferica (detta anche topping);
- distillazione sotto vuoto (detta anche vacuum);
- reforming;
- desolforazione (per eliminare lo zolfo, che altrimenti sarebbe rilasciato sotto forma di SOx, particolarmente inquinanti);[13]
- cracking, alchilazione, isomerizzazione.

La tabella seguente indica, orientativamente, gli intervalli di temperature di ebollizione delle frazioni di distillazione del petrolio (a pressione atmosferica, in gradi Celsius), detti anche tagli petroliferi:
| Prodotto petrolifero            | Temperatura di ebollizione (°C) | Utilizzi                                                                       |
| ------------------------------- | ------------------------------- | ------------------------------------------------------------------------------ |
| metano e altri gas combustibili | -160 ÷ -40                      | combustibili di raffineria                                                     |
| propano                         | -40                             | Gas di petrolio liquefatti (combustibile per autotrazione o per riscaldamento) |
| butano                          | -12 ÷ 1                         | utilizzato per aumentare la volatilità della benzina                           |
| etere di petrolio               | 0 ÷ 70                          | solvente                                                                       |
| nafta leggera                   | -1 ÷ 150                        | componente di combustibile per automobili                                      |
| nafta pesante                   | 150 ÷ 205                       | materia prima per il reforming, combustibile per jet                           |
| benzina                         | -1 ÷ 180                        | combustibile per motori                                                        |
| cherosene                       | 205 ÷ 260                       | combustibile                                                                   |
| gasolio leggero                 | 260 ÷ 315                       | carburante per motori Diesel / riscaldamento                                   |
| gasolio pesante                 | 315 ÷ 425                       | materia prima per cracking catalitico                                          |
| olio lubrificante               | > 400                           | olio per motori                                                                |
| bitume, asfalto                 | frazioni rimanenti              | pavimentazione stradale                                                        |

Ogni taglio petrolifero è costituito da molecole di lunghezza comparabile. Poiché l'operazione di distillazione non può essere perfetta, ogni taglio petrolifero contiene un po' del taglio più leggero ed un po' del taglio più pesante. Per questo motivo gli intervalli di ebollizione di un taglio "ricoprono" parzialmente quelli del taglio immediatamente più leggero ed immediatamente più pesante.
I gas che si formano nelle varie parti di impianto (metano, etano, propano e butano) vengono raccolti ed usati per produrre energia per il funzionamento della raffineria o valorizzati come prodotti finiti.
Il taglio che costituisce la benzina dovrà subire varie lavorazioni, in quanto la benzina da topping presenta uno scarso numero di ottano, pertanto si ricorre ai processi di isomerizzazione, reforming.
La parte pesante viene inviata al vacuum per recuperare i combustibili liquidi rimasti nel fondo della colonna da topping:
- cracking catalitico, hydrocracking e visbreaking per aumentare ulteriormente la resa in combustibili liquidi;
- alchilazione (per convertire parte dei gas in benzina);
- delayed coking (produzione di coke).

Vi sono poi altre lavorazioni per recuperare le paraffine e le cere (vaselina), usate anche nella cosmetica. Lo scarto finale costituisce il bitume che, opportunamente miscelato con pietrisco fine e sabbia, è utilizzato per la pavimentazione stradale. Nel novero dei prodotti di raffineria rientra anche lo zolfo ottenuto dal processo di desolforazione. Va infine ricordato che il petrolio (nel taglio della virgin nafta) è anche materia prima per l'industria petrolchimica per la produzione di plastiche.
I prodotti finali del processo di trasformazione includono dunque: GPL, benzina, cherosene, gasolio, oli lubrificanti, bitumi, cere e paraffine.

#### Prodotti derivati dal petrolio
Le catene molecolari nell'intervallo di C5-7 sono nafte leggere ed evaporano facilmente. Vengono usate come solventi, fluidi per pulizia a secco e altri prodotti ad asciugatura veloce.
Le benzine sono composte da catene ramificate nell'intervallo da C6 a C9.
Il cherosene è composto da catene nell'intervallo da C10 a C15, seguito dal combustibile per i motori diesel e per riscaldamento (da C10 a C20) e da combustibili più pesanti, come quelli usati nei motori delle navi. Questi prodotti derivati del petrolio sono liquidi a temperatura ambiente.
Gli olii lubrificanti e i grassi semi-solidi (come la vaselina) sono posizionati nell'intervallo da C16 fino a C20.
Le catene da C20 in avanti sono solidi a temperatura ambiente e comprendono la paraffina, poi il catrame e il bitume per asfalto.
Anche i prodotti petrolchimici costituiscono un importante gruppo di prodotti: gli idrocarburi vengono convertiti in prodotti chimici quali etilene, propilene e metanolo. Questi prodotti chimici della piattaforma vengono ulteriormente convertiti in buteni, acetaldeide, acido acrilico e composti aromatici, che a loro volta vengono utilizzati per la produzione di polimeri.

## Impatti ambientali

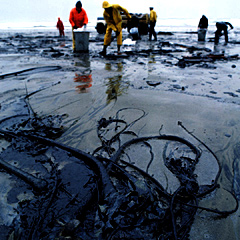
Effetti sull'ambiente di un incidente ad una nave petroliera

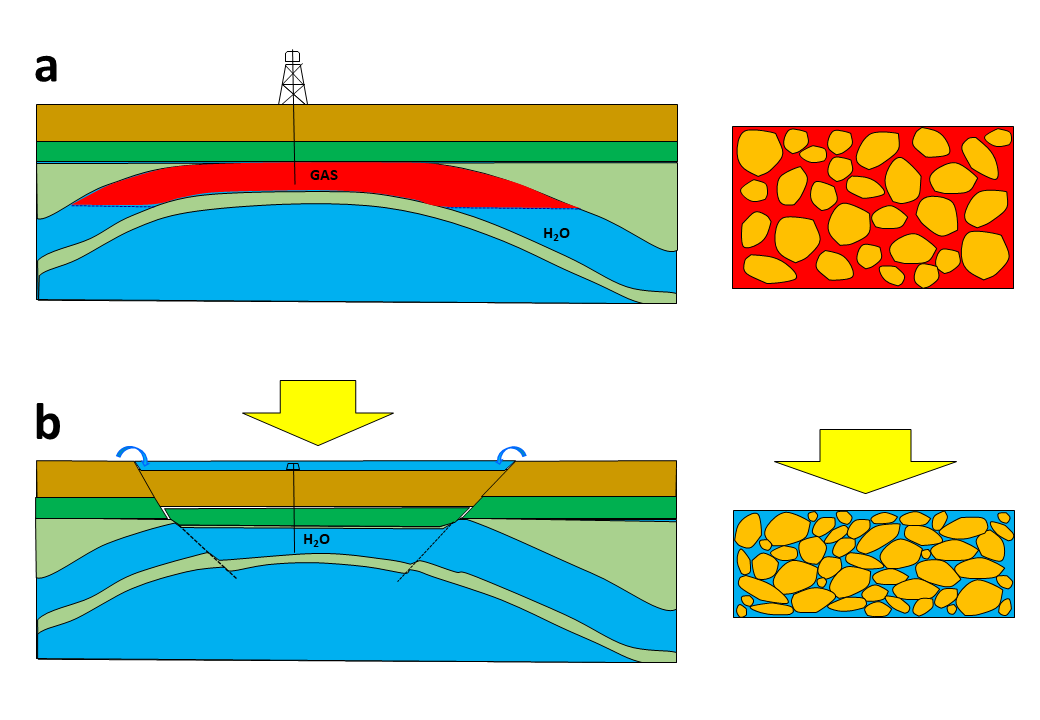
Subsidenza dovuta alla produzione di idrocarburi dal sottosuolo. Nello schema è indicato, a titolo esemplificativo, un accumulo di gas naturale entro una struttura tettonica ad anticlinale; nell'esempio, la roccia serbatoio è una sabbia. a) Prima dell'inizio della produzione, nella roccia serbatoio i granuli del sedimento sono sostenuti dalla pressione del fluido di giacimento (gas). b) Con il progredire della produzione di gas (qui è rappresentata per semplicità solo la fase finale in cui tutto il gas è stato prodotto), la pressione diminuisce drasticamente e i granuli, non più sostenuti dalla pressione di giacimento e sotto la spinta dei sedimenti soprastanti, si dispongono secondo una nuova configurazione più compatta. Questo ha come effetto la diminuzione del volume occupato dai sedimenti della roccia serbatoio e l'aumento locale della subsidenza, che si propaga ai livelli soprastanti il giacimento.

La presenza dell'industria petrolifera ha significativi impatti sociali e ambientali derivati da incidenti e da attività di routine come l'esplorazione sismica, perforazioni e scarti inquinanti.
L'estrazione petrolifera è costosa e spesso danneggia l'ambiente. La ricerca e l'estrazione di petrolio offshore disturbano l'ambiente marino circostante. L'estrazione può essere preceduta dal dragaggio, che danneggia il fondo marino e le alghe, fondamentali nella catena alimentare marina. Il greggio e il petrolio raffinato che fuoriescono da navi petroliere incidentate, hanno danneggiato fragili ecosistemi in Alaska, nelle Isole Galapagos, in Spagna e in molti altri luoghi.
Inoltre, l'attività di estrazione e degli accumuli di idrocarburi può causare un aumento locale della subsidenza, con ripercussioni dirette sulla stabilità di edifici e impianti, e facilitando il ristagno delle acque superficiali. Se l'area di produzione è prossima alla costa, la subsidenza può avere come effetto l'invasione da parte delle acque marine di aree prima emerse. L'entità della subsidenza è tanto maggiore quanto la roccia serbatoio ('reservoir') da cui avviene la produzione di fluidi (gas naturale od olio) è superficiale. Questa problematica è diffusa anche in Italia, soprattutto nelle pianure costiere e in particolare nel Delta del Po e sulla costa adriatica in seguito all'estrazione di gas naturale e acque di giacimento da bassa profondità.
Infine, la combustione, su tutto il pianeta, di enormi quantità di petrolio (centrali elettriche, mezzi di trasporto) risulta essere tra i maggiori responsabili dell'incremento riscontrato delle percentuali di anidride carbonica e di altri gas nell'atmosfera, incidendo sull'aumento dell'effetto serra.

### Chimica e geologia
- Combustibili fossili
- Geochimica del petrolio
- Geologia degli idrocarburi
- Geostatistica
- Scisti bituminosi

### Fasi della produzione e del trasporto
- Estrazione del petrolio
- Raffinazione del petrolio
- Petroliera
- Unità galleggiante di produzione, stoccaggio e scarico
- Industria petrolchimica

### Tipologia e prodotti del petrolio
- Greggio (petrolio)
- Nafta (Tipo di petrolio)
- Gas naturale
- Gas di petrolio liquefatto
- Petrolio sintetico

### Problematiche ambientali correlate
- Disastro petrolifero
- Energie rinnovabili (vedi anche biodiesel)
- Fonti di energia rinnovabili
- Gas serra
- Slop (chimica)

### Risvolti economici e legislativi
- Crisi energetica (1973)
- Crisi energetica (1979)
- Legislazione mineraria italiana
- OPEC
- Petrodollari
- Picco di Hubbert
- Sette sorelle (compagnie petrolifere)
- Austerity
- Oil for Food

### Riscaldamento di un ambiente
- Stufa a petrolio

### Altre
- Lista di paesi per produzione di petrolio
- Edwin Drake
- Storia dell'industria chimica
- Ricerca e produzione di idrocarburi in Italia
- Petrobacter succinatimandens